# SDSSCGB 10189
SDSSCGB 10189 ist eine interagierende Galaxiengruppe im Sternbild Bärenhüter, die schätzungsweise 998 Millionen Lichtjahre von der Milchstraße entfernt ist und  nur 50.000 Lichtjahre voneinander entfernt sind. 
Diese drei Galaxien befinden sich auf Kollisionskurs und werden schließlich zu einer einzigen größeren Galaxie verschmelzen, wobei sie ihre Spiralstruktur durch gegenseitige gravitative Wechselwirkung verzerren. Eine unbeteiligte Galaxie im Vordergrund scheint ruhig neben der Kollision zu schweben, und im Hintergrund sind die verwischten Umrisse von viel weiter entfernten Galaxien zu sehen.